# Ronald Burkle
 (juin 2021).
Si vous disposez d'ouvrages ou d'articles de référence ou si vous connaissez des sites web de qualité traitant du thème abordé ici, merci de compléter l'article en donnant les références utiles à sa vérifiabilité et en les liant à la section « Notes et références ».
Wayne Burkle est un homme d'affaires américain. Il est cofondateur et associé directeur de The Yucaipa Companies, LLC, une société d'investissement privée spécialisée dans les entreprises.
Depuis décembre 2020, il est le propriétaire du célèbre ranch de Neverland ayant appartenu à Michael Jackson de 1988 à 2009,,.

## Controverses
Selon le New York Post, Burkle a passé des années à voyager et à faire la fête avec Clinton, avec un penchant pour les très jeunes filles. Bill Clinton a passé tellement de temps dans l’avion privé de Burkle qu’il a pris le sobriquet de « Air Fuck One ».